# Your Disco Needs You
Singles de Kylie Minogue
Please Stay
(2000) Can't Get You Out of My Head
(2001)
Your Disco Needs You est un single de l'album de Kylie Minogue, Light Years (2000).